# Milo Winter

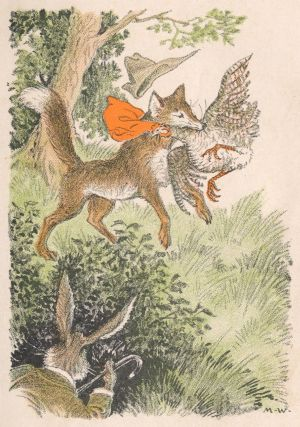
Ilustração de Milo Winter, mostrando um Cusu-zorro apanhando uma galinha de raça Plymouth Rock pelo pescoço, para o romance Doctor Rabbit and Brushtail the Fox de Thomas Clark Hinkle.

Milo Winter (7 de agosto de 1888 – 15 de agosto de 1956)  foi um ilustrador de livros, que produziu obras para as edições de Fábulas de Esopo, As Mil e Uma Noites, Alice no País das Maravilhas, As Viagens de Gulliver, Tanglewood Tales (1913) e outros contos.

## Antecedentes
Milo Winter nasceu em Princeton (Illinois) e formou-se na Escola de Arte Instituto de Chicago.  Ele viveu em Chicago até o início da década de 1950, quando se mudou para a cidade de Nova Iorque. Entre a época de 1947 até 1949, ele foi diretor artístico dos livros Childcraft e entre 1949 foi o editor artístico na divisão de tira de filme da Silver Burdett Company.

## Galeria

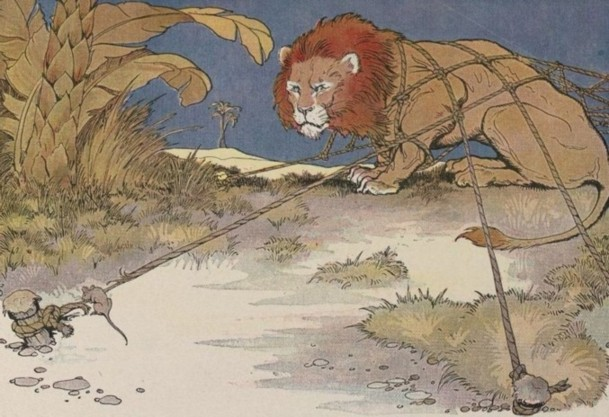
O Leão e o Rato, ilustração de Milo Winter de 1919, The Æsop for Children, Antologia de Esopo.
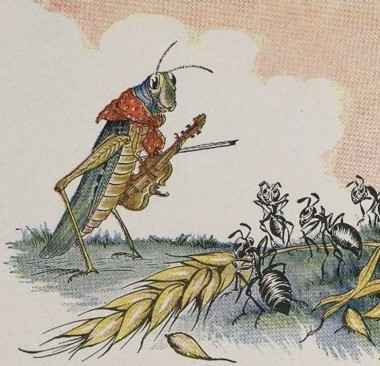
A Cigarra e a Formiga, ilustração de Milo Winter na literatura The Æsop for Children.